# Daleká cesta za domovem
Daleká cesta za domovem (anglicky Watership Down, 1972) je první a zároveň i nejúspěšnější román britského spisovatele Richarda Adamse. Kniha je pojmenována po kopci Watership Down v anglickém hrabství Hampshire, kde Adams vyrůstal.
Vypráví příběh skupiny divokých králíků, kteří odejdou ze své ohrožené kolonie, aby našli bezpečné místo pro založení kolonie nové.
Králíci v tomto příběhu jsou méně antropomorfizovaní než je obvyklé u románových zvířat. Nenosí oblečení ani nedisponují žádnou technologií. Mají stejné schopnosti jako skuteční králíci, nicméně umí myslet a mluvit. Adams svým králíkům vytvořil celé kulturní pozadí, včetně vlastního jazyka (anglicky Lapine), poezie, mytologie.
Podle knihy byl v roce 1978 natočen stejnojmenný film a v roce 1999 i televizní seriál.